# ShimanoPedalingDynamics
SPD（Shimano Pedaling Dynamics）とは、シマノが製造する、ビンディングシューズおよびビンディングペダル、クリートの規格のことである。
1990年、シマノがリリースし、従来のビンディングシューズの弱点とされていた「歩行のしにくさ」を解消したもの。
広義ではロードバイク用のビンディングペダルであるSPD-R（1998年発売）やSPD-SL（2002年発売）などを含むが、通常はマウンテンバイク（MTB）用の2穴タイプのもの（SPD-SLは3穴）を指すことが一般的である。

## 特徴
メリット
- SPD-SLに比べ、着脱がしやすい。[2]
- MTB用に作られたため、シューズが頑丈にできている。[2]
- クリートがソールに隠れているので、歩きやすい。[2]
- シューズの形がスポーティーなものからスニーカータイプまであり、自分に合った選び方ができる。[2]

デメリット
- スニーカータイプはソールが柔らかすぎるため、ペダリングにロスが生じる。[2]
- クリート面積がSLよりも小さいため、ペダルとの固定が難しい。[2]

## クリート
ビンディングシューズの2つ穴に取り付ける。シングルモード（ブラック）とマルチモード（シルバー）の２種類がある。
- シングルモード...かかとを外側に捻ったときにだけ外れる
- マルチモード...かかとを外側に捻るのに加え、上や斜め方向に捻っても外れる[3]

2つのボルトでソールの奥まった部分に取り付ける。